# 埃克斯可哥鮋
埃克斯可哥鮋為輻鰭魚綱鮋形目鮋亞目絨皮鮋科的其中一種，為熱帶海水魚，分布於西太平洋越南海域，棲息深度可達100公尺，體長可達4.4公分，棲息在底中層水域，生活習性不明。

## 扩展阅读
維基物種上的相關：埃克斯可哥鮋